# Jean-Louis-Auguste Loiseleur-Deslongchamps
Jean-Louis-Auguste Loiseleur-Deslongchamps, né le 24 mars 1774 à Dreux et mort le 8 mai 1849 à Paris, est un médecin, botaniste et agronome français. Il est l'auteur de Flores souvent richement illustrées et de nombreuses monographies sur les plantes cultivées et médicales.
Ne pas confondre avec Jean Loiseleur des Longchamps (1872-1967), diplomate français. L'orthographe Loiseleur-Deslongchamps est celle des notices d'autorité, Loiseleur des Longchamps se rencontre pour d'autres membres de cette famille.

## Biographie

### Famille
Jean Loiseleur-Deslongchamps naît à Dreux le 24 mars 1774. Il est le fils unique de Jean-Louis Loiseleur Deslongchamps (1753-1807), négociant et greffier au tribunal de police correctionnelle de Dreux, conseiller du roi à l'élection de Dreux, vice-président du directoire de l'Eure-et-Loir (1792) ; et de Geneviève Amoreau,.
Il a pour oncle le géographe Jacques-François Loiseleur-Deslongchamps (1747-1843), qui travaille avec César-François Cassini à l'établissement de la méridienne de Paris.
Il commence ses humanités au collège de Dreux, puis il poursuit brièvement sa scolarité à Chartres, où la famille s'est installée à la suite de la création des départements par la Constitutante, son père ayant été élu au Directoire du Conseil général.
En août 1792, Jean Loiseleur-Deslongchamps est enrôlé comme soldat de l’armée d’Italie, son père l'ayant inscrit comme volontaire pour les bataillons républicains. Militaire de 1793 à 1797 il commence à s'intéresser aux plantes et à les collecter. Mérat écrit: «La vue de ces montagnes si pittoresques (les Alpes), celles de la Provence, frappèrent son imagination et développèrent dès lors chez lui un avant-goût de la botanique, à laquelle il s'appliqua plus tard».

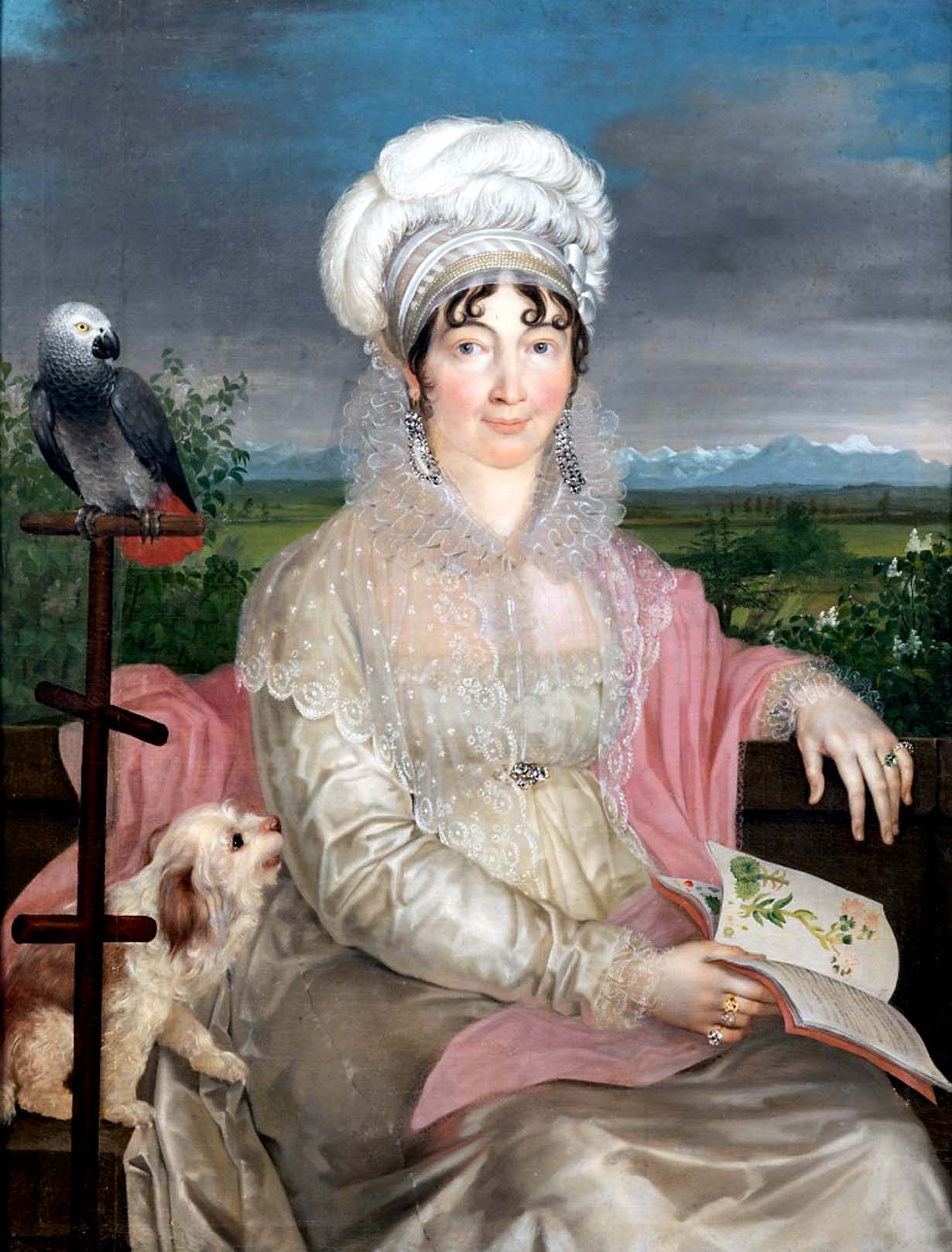
Portrait présumé de Catherine-Françoise Mallet tenant un volume de L'Herbier général de l'amateur'.

Le 2 février 1797, Basilide Deville (1764-1816) met au monde un enfant hors mariage, qu'il reconnait, il porte le nom de Jean-Joseph-Louis-Auguste Loiseleur Deslonchamps dit Deville (Arles 1797 - Paris 1872). Il deviendra médecin, chevalier de la Légion d'honneur de qui descend la branche des Loiseleur des Longchamps Deville.
Il épouse Catherine-Françoise Mallet (1773-1864) en octobre 1804. Ils ont un fils né le 14 août 1805 Auguste-Louis-Armand Loiseleur-Deslongchamps (1805-1840), orientaliste réputé.
La mère de Jean Loiseleur-Deslongchamps séjourne régulièrement au domicile de son fils après le décès de son mari en 1807.

### Études de médecine
Il s'installe à Paris en 1796 et s’inscrit à l’école de médecine où il suit les leçons cliniques de Jean-Nicolas Corvisart à l'hôpital de la Charité et Louis-Claude Richard. Durant ces années, il se lie d'amitié avec Alexandre-Louis Marquis (Dreux 1777-Rouen 1828), Jean-Baptiste Mougeot, Chrétien-Geoffroy Nestler (Strasbourg 1778-1832), Gaspard Robert, Jacques Clarion. Ensemble, ils herborisent régulièrement dans les forêts des environs de Paris. Il assiste au cours de Jean-Baptiste de Lamarck (1744-1829) en 1800, aux côtés de Jean-Marie Léon Dufour (1780-1865) et de François-Victor Mérat de Vaumartoise (1780-1851) .
En mai 1803 il entreprend jusqu'à octobre un voyage afin de collecter des plantes en Gascogne, dans les Pyrénées, le Languedoc, la Provence et les Alpes. En décembre 1805, il reçoit à Paris le diplôme de docteur en médecine, sa est thèse intitulée Recherches sur l'ancienneté des purgatifs et sur les purgatifs indigènes. Il y établit un inventaire des plantes ayant des vertus purgatives et poussant spontanément en France. Lorsque l'Académie des sciences est réorganisée en 1821, il l'intègre dans la section d'histoire naturelle médicale.

## Botaniste, agronome et médecin

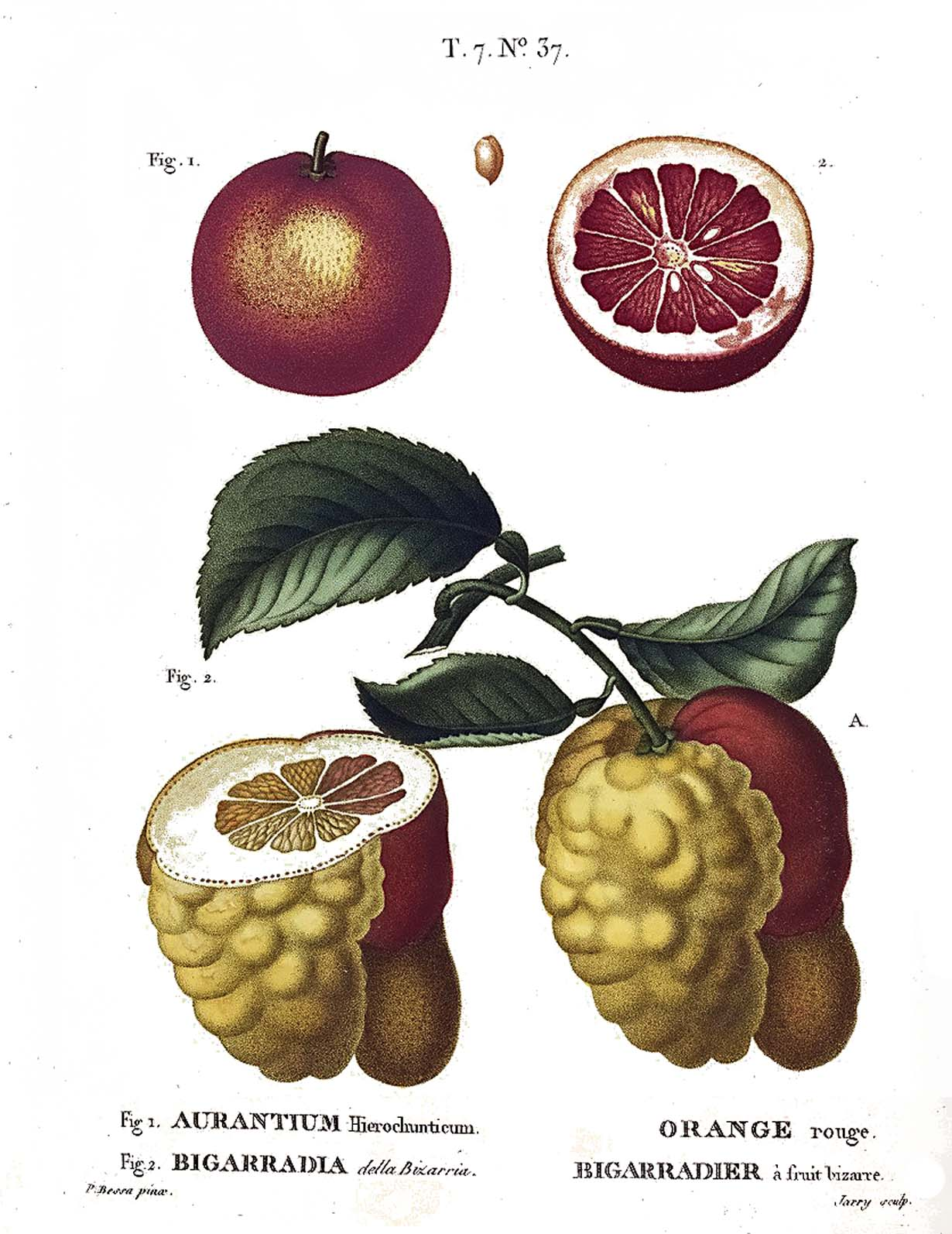
Orange sanguine et bigarade bizarria - Nouveau Duhamel vol. VII. dessin de P. Bessa.

Bouchard-Huzard (1865) le présente comme un botaniste (pour ses nombreuses publications), comme un médecin, et comme un agriculteur. Il est aussi un agronome (qui publie sur la sylviculture, l'élevage, les cultures vivrières), un vulgarisateur, un herborisateur. Il a constitué un herbier qu'il vendit à son ami Requien, et qui est conservé au Museum d'Histoire Naturelle Requien d'Avignon,,. Il est aussi présenté comme un scientifique par ses expérimentations sur les vers à soie.
Docteur en médecine, ses recherches incluent l'utilisation médicale des plantes et la phytothérapie. Il communique sur l'extraction d'opium médical du pavot cultivé Papaver somniferum et de Papaver setigerum (1807). Dans son Manuel des plantes usuelles indigènes (1819) qui contient leurs propriétés et leurs usages en médecine, dans la pharmacie et dans l'économie domestique : suivi de recherches et d'observations sur l'emploi de plusieurs espèces, qui, dans la pratique de la médecine, peuvent remplacer un certain nombre de substances exotiques il écrit «je suis persuadé de la possibilité de remplacer tous les remèdes chimiques et minéraux par des végétaux ou leurs produits». Il a administré avec succès de la poudre de narcisse contre la dysenterie.

### Agronome
Il a contribué à généraliser l'élevage du ver à soie et fait paraître plusieurs articles et des monographies sur ces animaux et sur la culture du mûrier. Il démontre expérimentalement la rusticité de la larve et en quoi son élevage peut être généralisé . Ses travaux sur la sylviculture, la culture de la patate douce en France, les céréales, la culture de la vigne visent au développement de l'agriculture, de l'horticulture et des savoirs faire.

### Vocation utilitaire des Flores

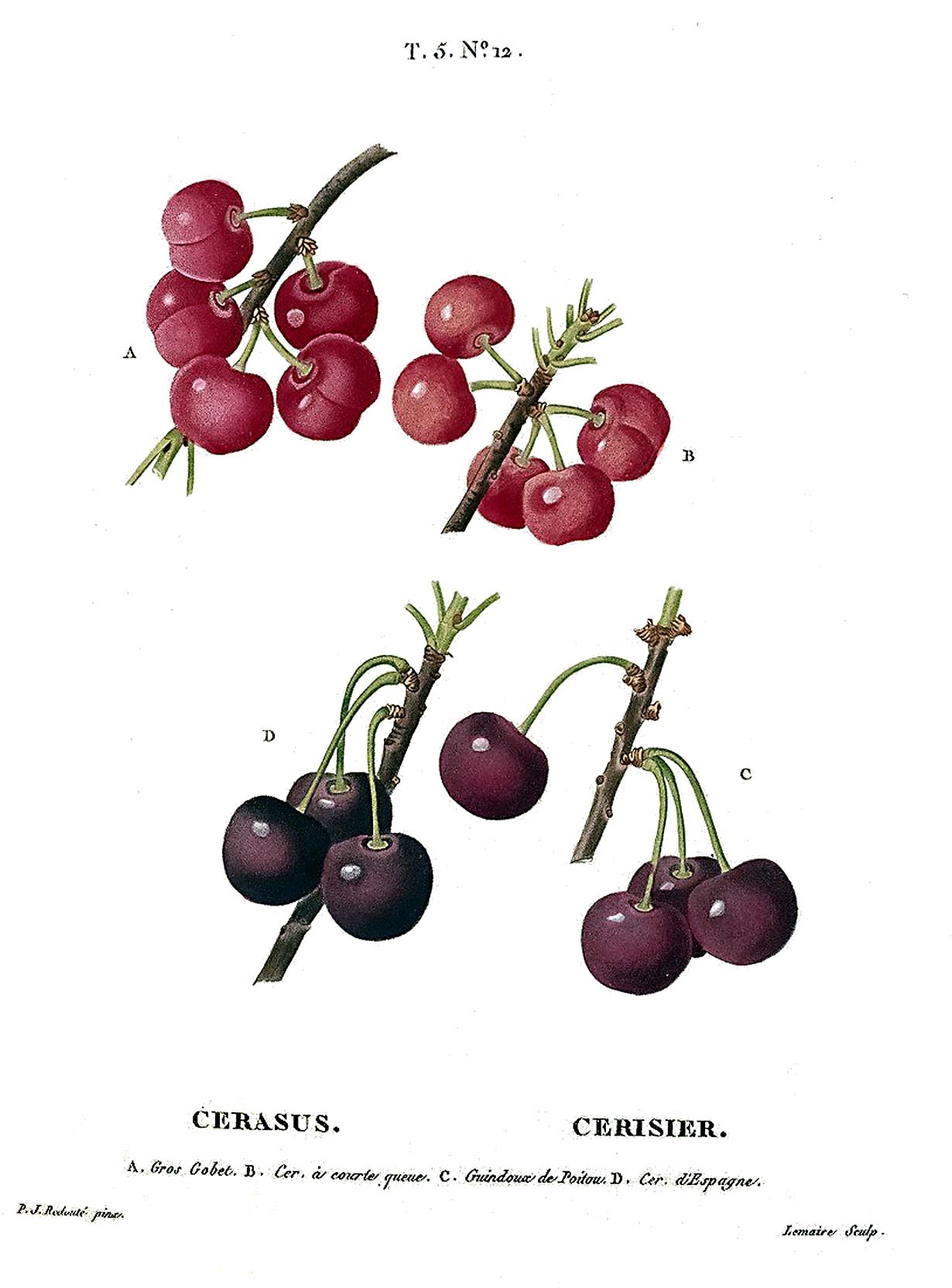
Griottiers cv. Gros Gobet, à courte queue, Guindoux de Poitou, d'Espagne. Redouté - Ch. Lemaire. Dans le Nouveau Duhamel

Georg Christian Oeder en 1770 avait écrit une Flora danica sous forme d' atlas botanique illustré. Flora Gallica en 2 volumes, à une vocation utilitaire comparable et vise un vaste public, même si le texte est en latin langue usuelle chez les botanistes et les médecins de l'époque. Loiseleur Deslongchamps écrit:  

« la nécessité d‘employer des signes et des caractères peu usités ordinairement, ayant retarde l‘impression de cette Flore, n’ont pas permis a son Auteur de la faire paraitre aussitôt qu‘il l’eut désiré, et surtout de terminer cette impression pour l’époque a laquelle les Botanistes recommencent tous les ans leurs herborisations. Plusieurs mois tant encore nécessaires pour l’entière confection de cet ouvrage, l’auteur a préféré donner au Public cette première partie, qui contenant plus de la moitie des plantes de France, sera déjà très-utile aux personnes qui voudront faire 
des herborisations à la campagne pendant la belle saison. La seconde partie dont l’impression se continue en ce moment, paraitra a la fin de l'hiver prochain ou au plus tard dans les premiers jours du printemps. Ces deux parties réunies formeront ensemble 650 a 700 pages qui pourront facilement être relies en un seul volume très commode pour être porté à la campagne ou en voyage, et avec lequel on pourra non-seulement faire des herborisations aux environs de Paris mais dans toute la France. »

Le succès de ce Flora Gallica est attesté par le nom de Flora Gallica repris par Jean Etienne Duby (1828) et toujours utilisé jusqu'à nos jours et par les traités de floristique dans diverses langues (Flora Europaea, Flora Hellenica, Flora Palaestina, Flora Iranica),.

### Illustrations en couleurs aquarellées

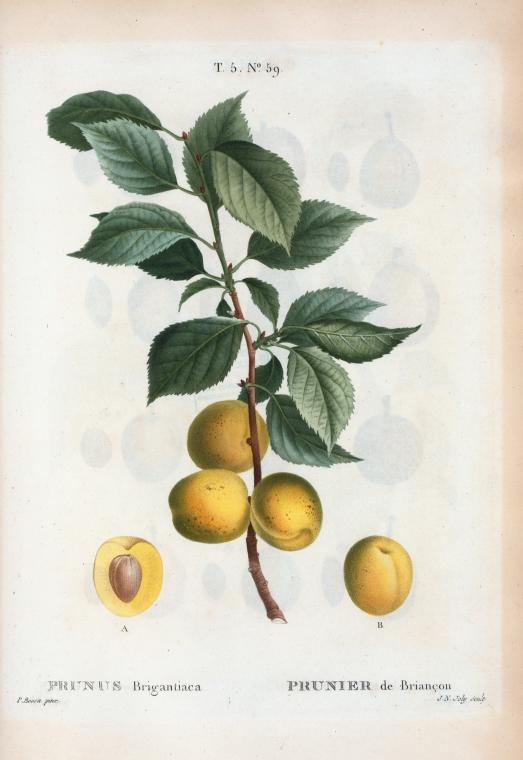
Prunus brigantiaca (Prune de Briançon) Nouveau Duhamel tome V.

La vocation utilitaire va amener l'auteur à enrichir ses publications d'illustrations rapidement en couleur et à adopter le français. La qualité des illustrations de Pierre-Joseph Redouté (1759-1840) et Pancrace Bessa (1772-1835) en gravures aquarellées valorise ces livres de nos jours. Loiseleur Deslongchamps constate l'apport des illustrations en couleur chez Jacquin (Jardin de Vienne. 1770. Puis Flore d'Autriche) qui se généralise jusqu'à Belliard (Flore des environs de Paris. 1790, puis Herbier de France ). L'éditeur Étienne Michel avait fait illustrer sa réédition du Nouveau Duhamel ou Traité des arbres et arbustes que l'on cultive en France (Paris, 1815) par Redouté et Bessa. La préface de l'Herbier de l'Amateur (1816) dit:

« Cet avantage, que l'Herbier de l'amateur a sur les autres ouvrages à figures qui l'ont précédé, vient de ce que l'impression des planches, au lieu de se faire en couleur, se fait en gris, ce qui permet d'employer, en enluminant, une vérité de ton et de coloris que ne supporte pas l'impression en couleur. Non-seulement, sous le rapport du dessin et du coloris, I'Herbier de l'amateur égale ou surpasse tout ce qu'on a produit en France de plus parfait en ce genre depuis vingt ans, mais il laisse bien loin les collections de figures publiées dans l'étranger, et principalement le Botanical Magazine et le Botanist's Repository. »

### LeNouveau Duhamel
Il rédige les volumes 5, 6 et 7 (1812, 1815, 1819) du Traité des arbres ou Nouveau Duhamel. Important ouvrage illustré de 498 planches par une cinquantaine de graveurs d'après les dessins de Pierre-Joseph Redouté et Pancrace Bessa qui est toujours recherché par les bibliophiles. La publication se fait par livraison de six planches avec texte.

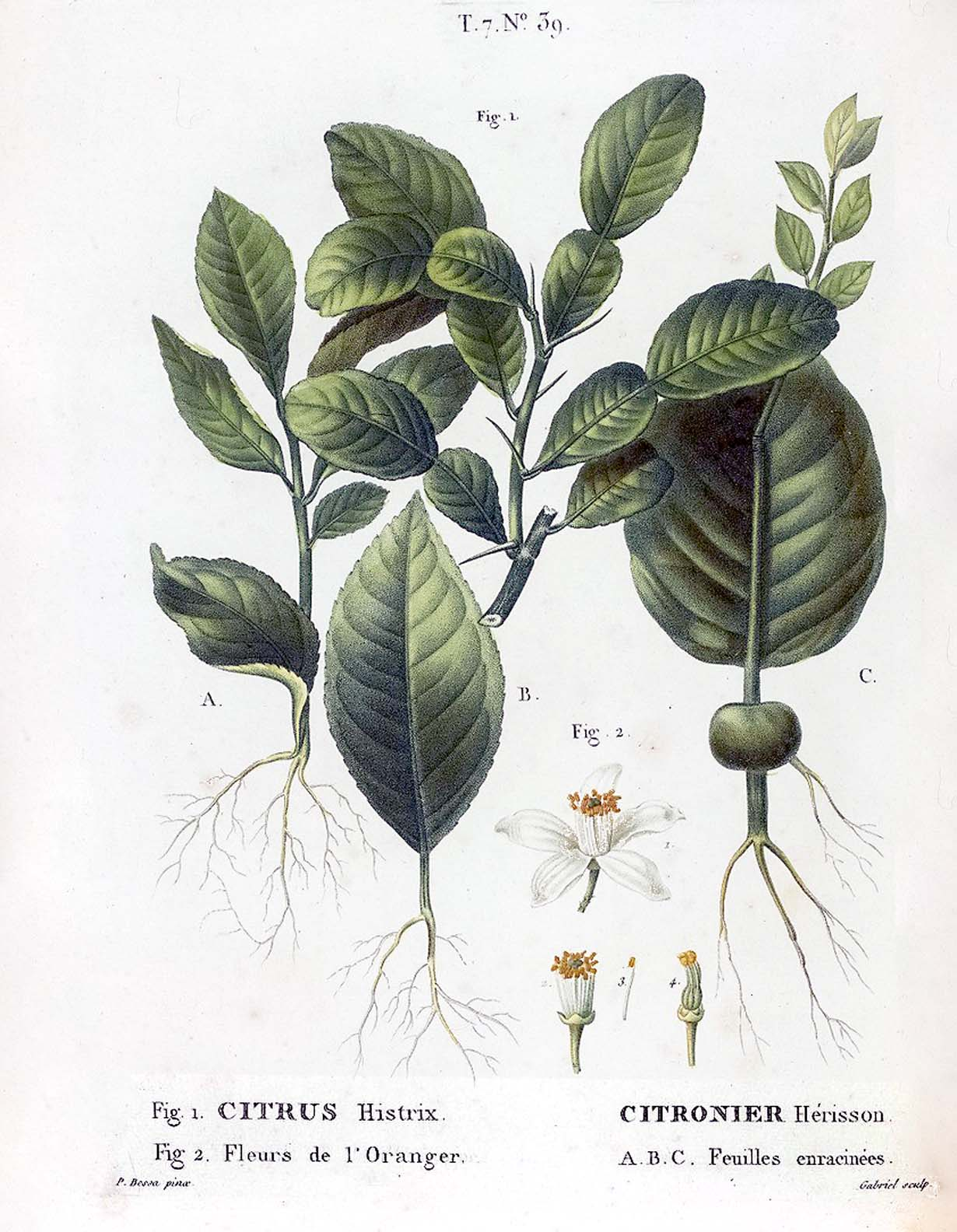
Citronnier hérisson. Citrus hystrix (Nouveau Duhamel Tome 7) avec enracinement d'une feuille.

Ce Nouveau Duhamel est la continuation du Traité des arbres et arbustes que l’on cultive en pleine terre en France d'Henri-Louis Duhamel de Monceau (1700-1782) qui avait exprimé le souhait que l'ouvrage qu'il avait commencé soit continué après l'arrêt des études avec son frère Fougeroux de Blaveau (décédé en 1788) sur la sylviculture des pins. Il décrit les nombreuses introductions récentes («l'édition est augmentée de plus moitié pour le nombre des espèces, distribuée d'après un ordre plus méthodique» fondé sur la taxonomie) et innove par la description des fruitiers cultivés et de la transformation des fruits (vigne, olive). Le Bulletin de la Société archéologique et historique de l'Orléanais écrit: « Le Nouveau Duhamel n'est pas une simple actualisation du Traité des arbres et arbustes. C'est un ouvrage nouveau, que l'un de ses auteurs, Etienne Michel, caractérise ainsi dans une lettre adressée le 14 ventôse an 10 à Fougeroux de Secval par un plan beaucoup plus vaste et dans une forme adaptée aux progrès de la botanique et de l'agriculture».
Un important développement du tome VII traite des agrumes (p. 68 à 148). Gallesio et Risso le citent comme source.

## Distinctions
- Élu membre de l'Académie de Médecine en 1823-1849, membre de la Société royale de Médecine[33],

- Académie d'agriculture de France : Membre de la section culture de la société royale et centrale d'agriculture (1834-1849).

- Membre fondateur de la Société nationale d'horticulture de France (1827-1849)[34]. L'Histoire de la Société des sciences, de l'agriculture et des arts de Lille (1802-1860) écrit

« Pendant les guerres de l'Empire il s'attacha à chercher dans les plantes indigènes des succédanés aux remèdes végétaux exotiques que le commerce ne fournissait qu'à grand prix. Plus tard il appliqua à l'horticulture et à l'agriculture ses vastes connaissances, fit de nombreuses expériences sur les plantations de muriers, la culture des céréales et celle de la vigne. Elles furent l'objet de nombreux mémoires qui parurent pour la plupart dans les recueils des Sociétés centrales d'agriculture et d'horticulture ; il mourut accablé d'infirmités, mais sans avoir cessé un instant de se livrer à ses travaux favoris. Son admission dans la Société datait de 1821. »

- Membre de l'Académie des Sciences, Belles-lettres et Arts de Rouen.
- Chevalier de la Légion d'honneur en 1834[35].
- Son nom a été donné à une rue de Dreux[36].

## Descripteur
Des espèces végétales lui ont été dédiées, en particulier une Drave qui croît sur les plus hauts sommets de l'île de Beauté. Cette dernière, Draba loiseleurii Boiss. (Drave de Loiseleur), demeure confinée aux rochers et pelouses rocailleuses de l'étage alpin (massif du Cintu et du Ritondu). Il s'agit d'une espèce endémique stricte. La floraison de cette petite Crucifère, fini-vernale, précède l'apparition de silicules brunâtres, hérissées de poils (fruits). De même une variété d'azalée alpestre, la Loiseleuria procumbens, ou 'loiseleurie couchée'.
On note parmi les espèces acceptées dont il est primo-descripteur Allium acutiflorum, Anacyclus radiatus, Astragalus baionnensis, Barlia robertiana, Biscutella cichoriifolia, Conopodium pyrenaeum, Crepis bellidifolia, Dipsacus ferox, Fumaria vaillantii, Galium arenarium, Genista Corsica, Juncus gerardi, Limonium articulatum, Moehringia intermedia, Myosotis pilusella, Nananthea perpusilla, Nepeta agrestis, Primula allionii, Scrophularia ramosissima, Senecio adenidifolius, Thymus herba-barona , Trifolium purpureum, Valerianella carinata, Valerianella microcarpa.

## Iconographie
- Le dessin d'Antoine Chazal réalisé en 1827, gravé par Ambroise Tardieu est conservé à Paris au Muséum d'histoire naturelle[42]. Ce dessin est reproduit en couleurs dans le bulletin de la Société Botanique du Centre-Ouest[43].

## Publications

### Flora Gallica
La Flora Gallica parait la même année que le Synopsis Plantarum in flora gallica descriptarum, de Lamarck et de Candolle.
- (la) Planches dessinées et gravées par A. L. Marquis, Flora Gallica , seu enumeratio plantarum in Gallia spontè nascentium, Migneret Gabon, 1806-1807 (lire en ligne).
- (la) Notice sur les plantes à ajouter à la flore de France (flora gallica), avec quelques corrections et observations, Migneret Gabon, 1810 (lire en ligne).
- Nouvelle notice Sur les plantes à ajouter à la Flore de France (Flora Gallica), Paris, Secrétariat de la Société linnèenne, 1827 (lire en ligne).
- (la) Flora Gallica. Partie 1 / seu enumeratio plantarum in Gallia sponte nascentium, secundum linnænum systema digestarum, addita familiarum naturalium synopsi, 1828 (BNF 40027252, lire en ligne)
- (la) Flora Gallica. Partie 2 / seu enumeratio plantarum in Gallia sponte nascentium, secundum linnænum systema digestarum, addita familiarum naturalium synopsi, 1828 (lire en ligne).

### Herbier général de l'Amateur (de fleurs)en huit volumes

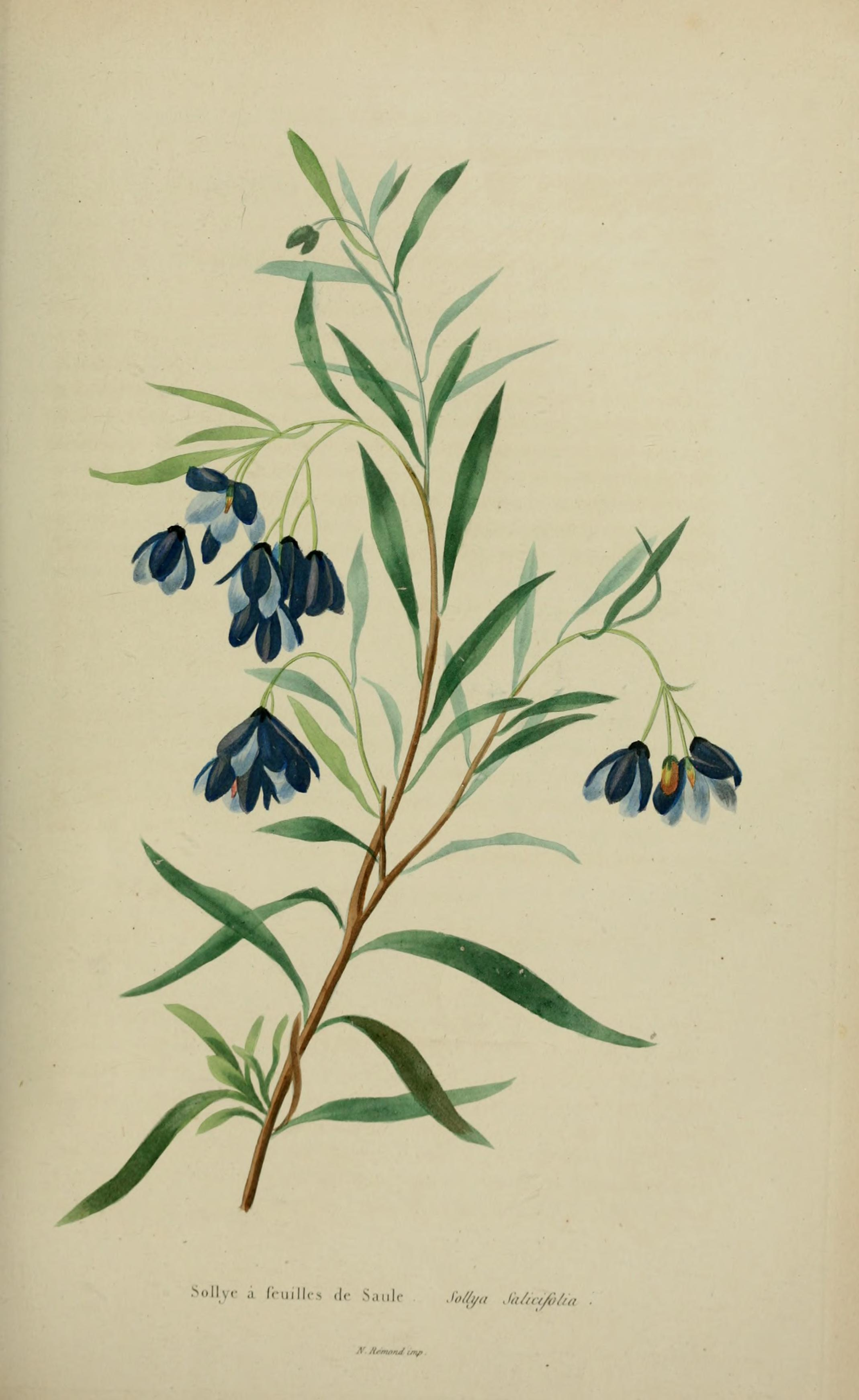
Billardiera fusiformis (Jacinthe des bois) dans lHerbier général de l’amateur.

Herbier Général de l'amateur, contenant la description, l'histoire, les propriétés, et la culture des végétaux utiles et agréables. Avec figures peintes d'après nature par M. Bessa. Paris, imprimerie de Fain pour Audot. Cet ouvrage en français, publié entre 1816 et 1827, a été commencé par Jean-Claude Mordant de Launay (mort en 1816) pour les 11 premières parties sur 96 et terminé par Loiselur-Deslongchamps. Il cherche à aider le lecteur par un contenu iconographie précis, détaillé et exhaustif, il contient 574 planches gravées et coloriées par Pancrase Bessa. Il est divisé en huit volumes et porte le titre :  
- Tome premier, 1816 (lire en ligne)
- Tome second, 1817 (lire en ligne)
- Tome troisième, 1819 (lire en ligne)
- Tome quatrième, 1820 (lire en ligne) (Tome IV sur Google Livres)
- Tome cinquième, 1821 (lire en ligne)
- Tome sixième, 1822 (lire en ligne)
- Tome septième, 1824 (lire en ligne)
- Tome huitième, 1827 (lire en ligne).

Une deuxième série a été publiée entre 1839 et 1843, avec Charles Lemaire, sous le titre Herbier général de l'Amateur, Seconde série. Paris, Audot. 248 planches couleur. Deuxième série - Tome un à cinq (lire en ligne) ; Deuxième série - Tome II (1841) sur Google Livres
- Nouvel herbier de l'amateur : contenant la description, la culture, l'histoire et les propriétés des plantes rares et nouvelles cultivées dans les jardins de Paris avec figure peintes d'après nature par Mme Deville, Paris, F. G. Levrault, 1838 (lire en ligne)[45].

### Nouveau Duhamel ou Traité des arbres et arbustes que l'on cultive en France
Première édition : Henri-Louis Duhamel Du Monceau, Veillard, Jean-Henri Jaume Saint-Hilaire, Charles-François Brisseau de Mirbel, Jean-Louis-Marie Poiret et Jean Loiseleur-Deslongchamps (continuateur) (7 volumes), Traité des arbres et arbustes que l'on cultive en pleine terre en Europe, Paris (BNF 36577861), éditions Etienne Michel et Claude Arthus-Bertrand. 1812 à 1819. Planches de Pierre-Joseph Redouté et Pancrase Bessa.
- Tome cinquième, 1812 (lire en ligne)
- Tome sixième, 1815 (lire en ligne)
- Tome septième, 1819 (lire en ligne)

Réédition : Nouveau traité des arbres fruitiers (2 volumes), Paris, Roret, 1850 (lire en ligne).

### La rose

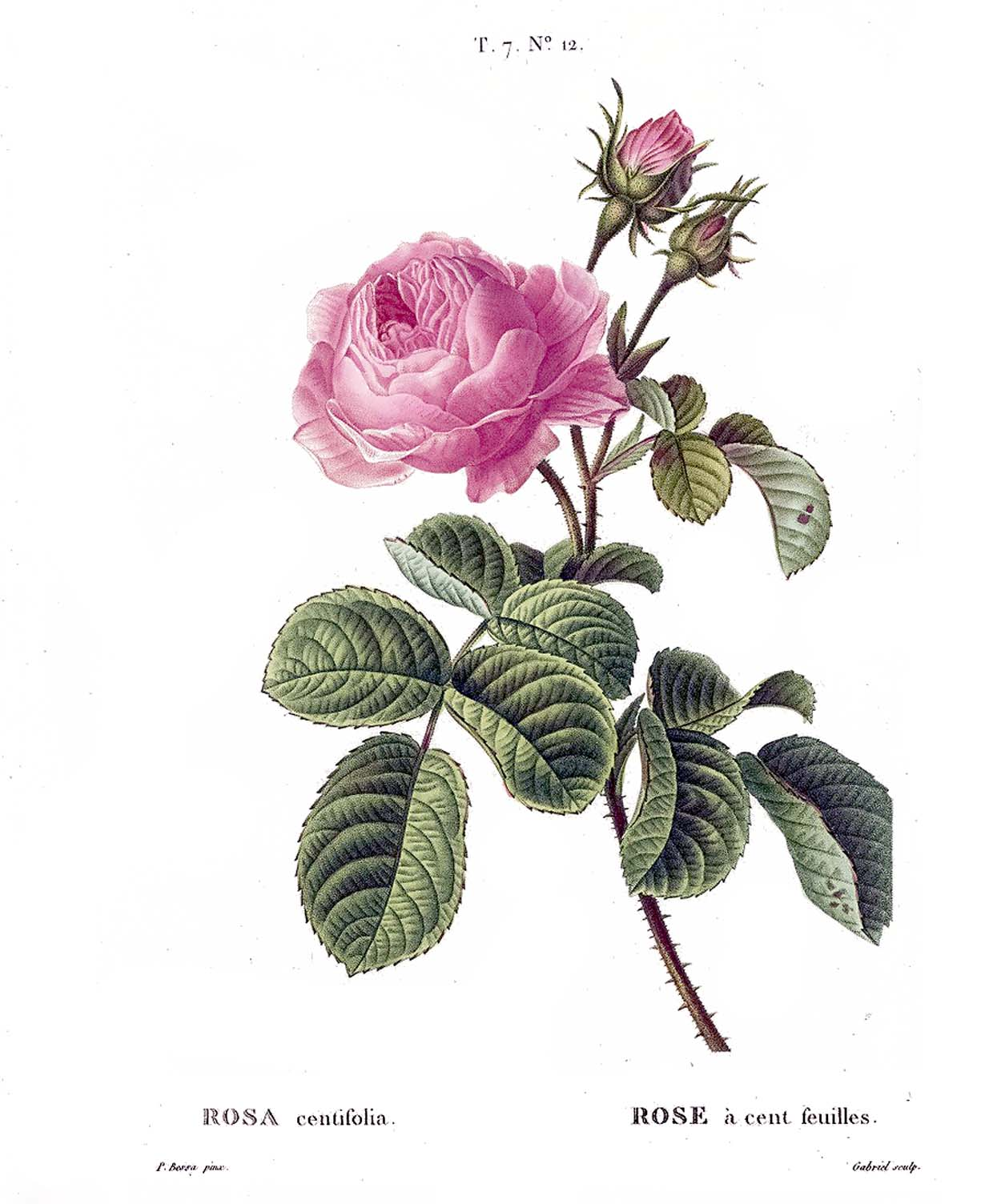
Rosa centifolia par Pancrace Bessa dans Le Nouveau Duhamel

- La rose: son histoire, sa culture, sa poésie, Audot, 1844 (lire en ligne).

Après une étude technique sur la culture, la greffe et les cultivars, il réunit une anthologie des poésies sur la rose dans la troisième partie. Extrait: Envoi d'une Rose par Auguste de Labouîsse-Rochefort : 

« Que j'aime la métempsycose !
Que ne puis-je adopter ce système enchanteur !
Je m'offrirais à toi sous les traits d'une fleur,
Et ton amant serait la Rose,
Que tu placerais sur ton cœur. »

- « Des Greffes et des boutures forcées pour la rapide multiplication des roses rares et nouvelles », l'Agriculteur praticien, impr. de Fain et Thunot,‎ 1845 (BNF 30828611).
- « Roseraies et promenades horticulturales », Annales de la Société royale d'horticulture de Paris, impr. de Vve Bouchard-Huzard, t. 37,‎ 1846 (BNF 30828633).

### Sériciculture
- « Rapport sur la culture du mûrier et les éducations de vers à soie, dans les environs de Paris en 1836 », Mémoires de la Société royale et centrale d'agriculture, Paris, impr. de Mme Huzard,‎ 1837 (BNF 30828636).
- « Considérations sur le mûrier multicaule, lues, le 2 décembre 1835 », Société royale d'horticulture, Paris, Mme Huzard,‎ 1836 (BNF 30828601).
- Nouvelles considérations sur les moyens de doubler en France les récoltes de soie, en faisant, chaque année, plusieurs éducations des vers qui produisent cette précieuse matière, lues au Cercle agricole, le 26 mars et le 6 mai 1835, Paris, Mme Huzard, 1837 (BNF 30828626).
- Mûriers et vers à soie, leur culture et leur éducation dans le climat de Paris, et moyen d'obtenir, chaque année, plusieurs récoltes de soie: avec des recherches sur les chenilles différentes du ver à soie qui produisent une autre matière soyeuse, Paris, impr. Mme Huzard, 1832 (lire en ligne)
- Nouvelles considérations sur les vers à soie, pour servir à l'histoire de ces insectes, 1839 (lire en ligne).
- « Rapport sur la culture des mûriers et l'éducation des vers à soie », Société royale et centrale d'agriculture, Paris, impr. de Mme Huzard,‎ 1838 (BNF 30828634).
- « Nouvelles considérations sur les vers à soie, pour servir à l'histoire de ces insectes », Annales de l'agriculture française, Paris, Mme Huzard,‎ 1839.
- « Rapport sur un système d'encabanage pour les vers à soie, de l'invention de M. Davril », Société royale et centrale d'agriculture, Paris, impr. de L. Bouchard-Huzard,‎ 1840 (BNF 45099645).

### Phytothérapie
- J.-L. Cand. A. Loiseleur-Deslonchamps. Recherches sur l’ancienneté des purgatifs et sur les purgatifs indigènes (Thèse de médecine), Paris, Didot Jeune, 1805, 52 p. (BNF 36905626).
- Manuel des plantes usuelles indigènes, ou, Histoire abrégée des plantes de France : distribuées d'après une nouvelle méthode : contenant leurs propriétés et leurs usages en médecine, dans la pharmacie et dans l'économie domestique : suivi de recherches et d'observations sur l'emploi de plusieurs espèces, qui, dans la pratique de la médecine, peuvent remplacer un certain nombre de substances exotiques, vol. 1, Paris, Méquignon, 1819 (lire en ligne).
- « Extrait d'observations lues à l'Institut et à l'Académie de médecine sur la possibilité de retirer du pavot somnifère cultivé en France, soit de véritable opium en larmes, soit différens extraits avec lesquels on puisse remplacer, dans la pratique de la médecine, l'"opium thebaïcum" », Journal général de médecine, t. XL,‎ janvier 1811 (BNF 30828609).
- François Guéneau de Mussy (co-auteur), Rapports faits à l'Académie royale de médecine sur la poudre de Sancy (antigoitreux préparé à base d'algues) contre l'engorgement de la glande thyroïde, vulgairement désigné sous le nom de goître, Paris, Brosson frères, 1833 (lire en ligne).

### Articles publiés dans les Annales de la Société centrale d'horticulture de Paris
- « Considérations sur les plantes à racines tuberculeuses qu'il serait utile de cultiver dans quelques parties de la France et particulièrement dans les départements du Midi, pour suppléer à l'insuffisance des subsistances dans les années de disette », Annales de la société royale d'horticulture de Paris, au bureau de la Société d'horticulture de Paris, vol. 38,‎ janvier 1847 (lire en ligne)
- « Notice sur la culture des vignes à raisins précoces et sur les avantages qu'on peut en retirer », Annales de la Société centrale d'horticulture de Paris, impr. de Vve Bouchard-Huzard,‎ 1848 (BNF 30828621).
- « Note sur les bordures de bruyères, sur la cymbalaire et sur une espèce de lilas », Annales de la Société centrale d'horticulture de Paris, impr. de Vve Bouchard-Huzard,‎ 1848 (lire en ligne).
- « Observations sur la théorie de Van Mons », Annales de la Société royale d'horticulture de Paris, impr. Vve Bouchard-Huzard, t. XXXI,‎ 1841 (BNF 41662926).
- « Rapport sur l'appareil du Sr Lecoq pour faciliter la reprise des boutures », Annales de la Société d'horticulture de Paris, impr. Mme Vve Bouchard-Huzard, t. XXXII,‎ 1842 (BNF 41662928).
- « Rapport fait à la Société royale d'agriculture, dans la séance du 31 mai 1843, sur la culture d'une variété de froment dite de Sainte-Hélène », Annales de l'agriculture française, impr. de Vve Bouchard-Huzard,‎ août 1843 (BNF 41662927).
- « Réflexions sur la formation du bois dans les arbres dicotylédones et sur la circulation de leur sève », Annales de la Société royale d'horticulture de Paris, impr. de Bouchard-Huzard, t. XXXIII,‎ 1843 (BNF 30828631).
- « De l'Insuffisance des récoltes de céréales en France, et des moyens d'y remédier », Annales de l'agriculture française, impr. de Vve Bouchard-Huzard,‎ 1847 (BNF 30828615).

### Articles publiés pour la Société royale et centrale d'agriculture
- « Note sur une nouvelle plante fourragère, lue à la Société royale et centrale d'agriculture dans sa séance du 4 mai 1842 », Annales de l'agriculture française, Paris, impr. de Vve Bouchard-Huzard,‎ 1842 (BNF 30828620).
- « Considérations sur les sécheresses qui affligent les cantons élevés, dans les années où les pluies sont rares, et sur les moyens d'y remédier », Extrait de la Séance de la Société royale et centrale d'agriculture, Paris, impr. de Vve Bouchard-Huzard,‎ 2 novembre 1842 (BNF 30828606).
- « Moyen économique d'engraisser les poulets et la volaille en général », Mémoires de la Société royale et centrale d'agriculture, Vve Bouchard-Huzard,‎ 1846 (BNF 30828617).
- « Rapport sur le plantoir Parisey », Société royale et centrale d'agriculture. Rapport sur le plantoir Parisey, impr. de Vve Bouchard-Huzard,‎ 1847 (BNF 30828637).
- « Rapport sur les semis et plantations de pins effectués dans la forêt de Fontainebleau par Marrier de Boisdhyve », Mémoires de la Société nationale et centrale d'agriculture, impr. de Vve Bouchard-Huzard,‎ 1847 (BNF 30828638).

### Autres publications
- Recherches Historiques Botaniques et médicales Sur les Narcisses Indigènes, pour servir à l'histoire des plantes de France, Auduin, 1810.
- Alexandre Louis Marquis (coauteur), Extrait du discours préliminaire d'une histoire générale des plantes de France, Rouen, Chez F. Baudry, Imprimeur du Roi et de la Société d'Emulation, 1815.
- Jean Loiseleur Deslongchamps a participé à la revue Le Bon Jardinier: almanach horticole pour, Le Bon jardinier: nouvelle encyclopédie horticole, Le Bon jardinier : encyclopédie horticole[47].
- Nouveau voyage dans l'empire de Flore, ou Principes élémentaires de botanique (2 tomes), Paris, Méquignon, 1817 (BNF 9771341).
- Christiaan Hendrik Persoon, Benjamin Gaillon, Jean-Baptiste Alphonse Dechauffour de Boisduval, Louis Alphonse de Brébisson (co auteurs) et Poiteau et Duménil (graveurs), Flore générale de France, ou Iconographie, description et histoire de toutes les plantes phanérogrames, cryptogames et agames qui croissent dans ce royaume. Phanérogames, Paris, Ferra jeune, 1828 (BNF 35284076).
- Note sur une manière encore peu connue de greffer la vigne, Paris, impr. Mme Huzard, 1835 (BNF 41662925).
- Charles-François Brisseau de Mirbel et Vilmorin (co-auteurs), Rapport sur le concours pour des semis et plantations de chênes-lièges, impr. Mme Huzard, 1835 (BNF 41662929).
- Histoire du cèdre du Liban, impr. Mme Vve Bouchard-Huzard, 1837 (BNF 41662923).
- Considérations sur les céréales, et principalement sur les froments, Bouchard-Huzard, 1842 (lire en ligne).
- Quelques considérations sur les pins et sur les arbres forestiers en général, impr. de E. Proux, 1843 (BNF 30828628).
- Notice sur le cytise des Alpes et sur le cytise faux-ébénier, impr. de E. Proux, 1846 (BNF 30828622).
- Essai sur la culture des vignes à raisins précoces et sur les avantages qu'on peut en tirer, Paris, Librairie agricole de la Maison rustique, 1849 (lire en ligne).